# NDFF Verspreidingsatlas
NDFF Verspreidingsatlas is een website met informatie over verschillende flora en fauna in Nederland. De site houdt per soort informatie en foto's bij en maakt verspreidingskaarten van gevalideerde gegevens uit de Nationale Databank Flora en Fauna. De totaal zijn 26.215 soorten via het webportaal opvraagbaar (peildatum maart 2025).
De inhoud wordt verzorgd door meerdere soortenorganisaties, namelijk:
- Floron
- Nederlandse Mycologische Vereniging (NMV)
- Bryologische en Lichenologische Werkgroep (BLWG)
- Landelijk Informatiecentrum Kranswieren (LIK)
- Stichting ANEMOON
- Stichting RAVON
- Zoogdiervereniging